# Titanic: Adventure Out of Time
Titanic: Wettlauf gegen die Zeit ist ein Computerspiel für Mac OS und Windows, das 1996 von Cyberflix entwickelt wurde. Es ist ein 3D-Adventure aus der Egoperspektive, das vor dem Hintergrund des historisch akkurat nachgebildeten Luxusliners Titanic eine fiktive Agentengeschichte erzählt. Das Schiff ist dabei vollständig und frei begehbar. Cyberflix beschäftigte für die Entwicklungsarbeiten einen Historiker, der für Authentizität der Nachbildung verantwortlich war. Für die Arbeiten wurden zahlreiche Originaldokumente und -objekte herangezogen.

## Handlung
Im Mittelpunkt der Handlung steht der Spielercharakter Frank Carlson, ein britischer Geheimagent, der einen deutschen Spion unter den Passagieren ausmachen soll. Indem man seine Mission auf verschiedene Weisen beenden kann, kann man realen Verlauf der historischen Ereignisse verändern. Der Name Frank Carlson findet sich auch auf den erhaltenen Passagierlisten der Titanic, allerdings besteht keine Verbindung zwischen dem Spielcharakter und der historischen Person. Dieser trat die Reise aufgrund eines Verkehrsunfalls niemals an. Ebenfalls historisch belegt ist das juwelenverzierte Buch des „Rubáiyát of Omar Khayyám“.
Das Spiel beginnt in einer Einzimmerwohnung in England zu Beginn der deutschen Bombenangriffe auf Großbritannien während des Zweiten Weltkriegs. Der Spielercharakter Frank Carlson ist ein ehemaliger Agent des Secret Service, dem zur Last gelegt wird, bei einem Geheimauftrag auf der Titanic 30 Jahre zuvor versagt zu haben. Demnach war es ihm nicht gelungen, einen deutschen Spion unter den Passagieren auszumachen. Durch sein Versagen soll er eine Mitschuld am Ausbruch beider Weltkriege tragen. Als eine Fliegerbombe unmittelbar vor dem Fenster seiner Wohnung explodiert, wird Frank wieder in die Vergangenheit geschleudert und findet sich an Bord der Titanic wieder. Er erhält dadurch die Möglichkeit, sein damaliges Versagen wiedergutzumachen und so den Ablauf der historischen Ereignisse sowohl zum guten als auch zum schlechten zu verändern.

### Charaktere
- Frank Carlson ist der Spieler. Er ist ein ehemaliger Spion des britischen Geheimdienstes. Am 14. April 1942 wird er in die Vergangenheit zurückversetzt und bekommt somit eine zweite Chance, seine Aufträge auf der Titanic nun doch zu erledigen und somit den Lauf der Geschichte zu ändern.
- Penny Pringle ist die Auftraggeberin und Kontaktperson von Frank Carlson auf der Titanic. Sie ist ziemlich aufgebracht, weil sie nicht in der ersten Klasse mitfahren konnte und in die zweite Klasse versetzt worden ist.
- Der dritte Offizier Morrow bewacht die Brücke und den Funkraum auf der Backbord – Seite. Er ist ein guter Mensch, hält sich jedoch nicht immer an die Vorschriften. Er war im zweiten Burenkrieg beteiligt und wurde in einer mondlosen Nacht von den Feinden überrascht, während ihr Anführer betrunken war.
- John Smethells ist der Steward von Frank Carlson. Er ist sehr nützlich, wenn man wissen muss, zu wem man gehen sollte, wenn man ein Problem hat.
- Lady Georgia Lambeth ist eine Frau, die Frank Carlson von früher kennt, aber seit fünf Jahren nicht gesehen hat. An Bord der Titanic scheint sie verzweifelt, da sie mit ihrem Gatten Lord Charles gar nicht gut auskommt. Und der Mann, in den sie vor einem Jahr verliebt war, stellte sich auch als Gauner heraus.
- Oberst Alfred Zeitel ist der Hauptantagonist des Spiels. Er sollte das Rubayiat stehlen, um es nach der Reise gegen ein Gemälde zu tauschen.
- Leyland Sachum Trask ist ein Wahrsager und hat übersinnliche Kräfte. Er kann zum Beispiel den Ursprung und die Geschichte von vielen Gegenständen aus ihnen lesen, indem er sie nur anschaut.
- Edgar Troutt ist ein amerikanischer Missionar, der von einer religiösen Mission im Nyasaland zurückkehrt. Unglücklicherweise ist dort seine Frau gestorben.
- Willi von Haderlitz ist ein junger Österreicher und studiert, wie der Oberst es nennt, „Kinderfabeln“ an der Universität Wien. Er und der Oberst verbringen viel Zeit miteinander, bis Haderlitz durch einen Stromschlag tot im elektrischen Bad aufgefunden wird. Er war auf dem Weg in den Westen, um Indianer zu studieren, so sagte er. Eigentlich ist er ein russischer Agent.
- Andrew Conkling ist der Inhaber der Conkling Stahl Ltd. und hat den Stahl für die Titanic hergestellt. Jedoch ist dieser Stahl sehr schwefelhaltig und das Dokument, in dem das steht, wurde von seinem ehemaligen Zimmermädchen Shailagh Hacker gestohlen. Sollte der Brief in der Presse veröffentlicht werden, dann wäre der Ruf Conkling’s und seiner Frau Beatrix ruiniert.
- Buick Riviera ist ein Franzose, der im Rauchsalon auf dem A – Deck am Spieltisch aufzufinden ist. Im letzten Teil des Spieles kann man in einer Alternativlösung gegen ihn Black Jack spielen und dabei eine seiner wertvollen Gegenstände (die Rubaiyat, das Gemälde oder die echte Diamantenhalskette) verwetten. Gewinnt man, bekommt man von ihm eine Einstiegskarte für das Rettungsboot. Vorsicht: Man hat nur eine Chance!

Es gibt noch weitere Charaktere in dem Spiel. Je nachdem, wie man seine Mission erfüllt, trifft man einige der nicht genannten Charaktere gar nicht. Sobald man in Dialog mit den Charakteren tritt, werden die ansonsten computergenerierten Figuren durch Porträtaufnahmen von echten Schauspielern ersetzt.

## Spielprinzip und Technik
Titanic: Adventure Out of Time ist ein 1st-Person-Adventure, das heißt, der Darstellung des Geschehens erfolgt aus der Perspektive des Spielers. Die Kamera ist dabei auf der X-Achse frei drehbar. Der Spieler steuert seinen Charakter mit Hilfe der Tastatur durch die Umgebung und kann per Mausklick mit virtuellen Gegenständen und Personen interagieren. Ein Großteil des Spiels besteht aus dem Führen langer Dialoge mit den übrigen Passagieren. Daneben gibt es einige klassische Gegenstandsrätsel und kleinere Minispielchen wie Black Jack oder Fechten. Ab einem gewissen Zeitpunkt des Spiels kommt es zum Zusammenstoß der Titanic mit dem Eisberg. Ab diesem Zeitpunkt steht der Spieler unter Zeitdruck, um die letzten Rätsel zu lösen und Objekte an sich zu nehmen. Je nach Ergebnis seiner Ermittlungen verändert sich der Ausgang des Spiels. Der Spieler kann das gesamte Schiff durchwandern, zum schnelleren Vorankommen aber auch mit Hilfe eines Grundrissplans direkt zwischen den einzelnen Schauplätzen wechseln.
Neben dem eigentlichen Spiel gibt es einen alternativen Besichtigungsmodus, in dem der Benutzer das Schiff ohne Zeitdruck und Aufgabenstellungen erkunden kann. Über das Schiff verteilt begegnet der Nutzer einigen Charakteren, von denen er aus Gesprächen Details über das Schiff, seine Besatzung oder die Ereignisse, die zu ihrem Untergang führten, erfahren kann. Das ursprüngliche Spiel enthielt drei dieser virtuellen Zeitzeugen, zehn weitere wurden später über die Webseite des Unternehmens als Download bereitgestellt. Spätere Fassungen des Spiels beinhalteten diese als Bonus.

## Produktionsnotizen
Nach Angaben William C. Appletons, Entwickler der im Spiel verwendeten DreamFactory-Technologie, wurde das Spiel über fünf Millionen Mal verkauft.
Im Dezember 2017 veröffentlichte die digitale Plattform GOG eine auf modernen Rechnern lauffähige Version zum Download.

## Rezeption
Titanic: Adventure Out of Time erhielt gemischte Bewertungen. Die Rezensionsdatenbank Metacritic aggregiert 5 Rezensionen zu einem Mittelwert von 70 %. Das Fachmagazin Adventure Gamers ordnete das Spiel 2011 in seiner Liste Top 100 All-Time Adventure Games auf Platz 100 ein.

“Is Titanic a good game? Yes and no. Yes, there is an interesting story, a visually sumptuous and often thrilling re-creation of the ship, and much to do and see. But a disproportionate amount of time is taken up watching twitchy talking heads natter endlessly.”

Titanic is a very well crafted adventure game with a complex, engaging plot. It also offers a visually stunning, accurate recreation of the famous (or should I say infamous?) ocean liner. The puzzles may not be particularly hard, but the game gives you so many different things to do that the puzzles never take center stage.

Anlässlich seiner TV-Dokumentation Titanic – Raising a Legend verwendete der Discovery Channel Grafiken des Adventures für die Bebilderung seiner Themenwebseite und bewarb das Spiel in einer Rubrik dieser Seite. Weitere Dokumentarfilme und Bücher zum Thema Titanic verwendeten Screenshots und Animationen des Spiels.